# Zethus rothschildanus
Zethus rothschildanus är en stekelart som först beskrevs av François du Buysson 1906.  Zethus rothschildanus ingår i släktet Zethus och familjen Eumenidae. Inga underarter finns listade i Catalogue of Life.